# Flottenbegleiter
Flottenbegleiter (letteralmente "scorta di flotta" in lingua tedesca) fu la designazione data a una classe di navi della Kriegsmarine della Germania nazista, composta da dieci unità entrate in servizio tra il 1935 e il 1938; concettualmente, si trattava di unità di scorta d'altura analoghe alle fregate della Royal Navy in produzione all'epoca.
Il progetto non si rivelò particolarmente riuscito, soprattutto a causa delle pessime prestazioni dell'apparato motore e delle troppo ridotte dimensioni dello scafo; già a partire dal 1938 alcune delle prime unità furono ritirate dal servizio per essere riconvertite al ruolo di navi ausiliarie. Alcune delle unità continuarono a servire in ruoli di scorta durante gli anni della seconda guerra mondiale, principalmente nel Mare del Nord e nel Mar Baltico; quattro unità furono perdute per eventi bellici durante il conflitto.
Le restanti sei unità furono spartite tra gli Alleati della seconda guerra mondiale come prede di guerra; le ultime di esse furono radiate e demolite nel corso degli anni 1950.

## Caratteristiche

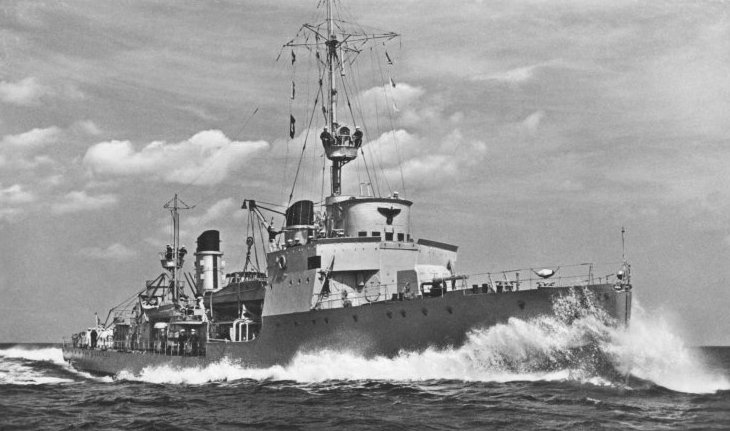
La F1 in navigazione nel 1936

Le Flottenbegleiter furono concepite all'inizio degli anni 1930 come unità per la scorta d'altura delle "corazzate tascabili" della classe Deutschland, all'epoca le unità di punta della flotta da battaglia tedesca. Il progetto prevedeva unità di ridotte dimensioni ma capaci di sviluppare alte velocità grazie a un sistema propulsivo basato su turbine a vapore ad alta pressione, un sistema di nuova ideazione destinato ai futuri cacciatorpediniere della Kriegsmarine e di cui le Flottenbegleiter avrebbero dovuto rappresentare il banco di prova; come compiti ausiliari, le unità dovevano poi poter operare come imbarcazioni cacciasommergibili o come posamine veloci.
Lo scafo delle Flottenbegleiter era lungo fuori tutto 75,94 metri (73,50 metri alla linea di galleggiamento), largo 8,8 metri e con un pescaggio di 3,24 metri; il dislocamento a pieno carico raggiungeva le 1.028 tonnellate. Il sistema propulsivo, come detto, si basava su due turbine a vapore azionanti altrettanti alberi motore, per una potenza di 16.993 shp; l'equipaggio ammontava a 113 uomini tra ufficiali e marinai.
L'armamento di progetto si basava su due cannoni da 10,5 cm SK L/45 collocati in torrette singole a prua e poppa, due impianti binati di cannoncini antiaerei da 3,7 cm FlaK e due mitragliere antiaerei da 2 cm FlaK; l'armamento d'artiglieria variò poi nel corso della carriera delle unità, e sovente anche da una nave all'altra, sperimentando varie combinazioni dei tre tipi di pezzi. Come armamento antisommergibili erano imbarcati quattro lanciatori per bombe di profondità, mentre per il ruolo di posamine potevano essere imbarcate e rilasciate 30 mine navali.
Alla prova dei fatti, in generale le Flottenbegleiter si dimostrarono un fallimento. Affidare ruoli diversi a unità così piccole si rivelò un errore: le ridotte dimensioni dello scafo compromisero notevolmente la manovrabilità delle unità, mentre il sistema di propulsione a turbine a vapore si rivelò dalle prestazioni inadeguate e altamente inaffidabile, con una tale frequenza di guasti che le navi passavano spesso più tempo in cantiere per le riparazioni che in servizio attivo; l'introduzione di varie modifiche al progetto, con aumenti delle dimensioni dello scafo e del dislocamento, non migliorarono più di tanto il quadro d'insieme. Le prestazioni scadenti portarono alla cancellazione del progetto dopo la realizzazione di dieci unità tra il 1935 e il 1938; l'impiego operativo nei primi mesi della seconda guerra mondiale dimostrò nei fatti la scarsa utilità bellica delle unità, che già a partire dal 1938 avevano iniziato a essere ritirate dal servizio attivo per essere relegate a compiti secondari come navi d'addestramento, navi deposito o navi appoggio.

## Unità
| Nome | Costruttore                     | Impostazione | Varo            | Entrata in servizio | Destino finale |
| ---- | ------------------------------- | ------------ | --------------- | ------------------- | --- |
| F1   | Germaniawerft                   | 1934         | 1º marzo 1935   | 15 dicembre 1935    | radiata dal servizio nell'aprile 1939, ricostruita come nave comando e ribattezzata Libelle; catturata alla fine della guerra e trasferita alla Francia, fu radiata e demolita nel 1947 |
| F2   | Germaniawerft                   | 1934         | 2 aprile 1935   | 27 febbraio 1936    | trasformata in nave deposito siluri nell'aprile 1939; catturata alla fine della guerra e trasferita al Regno Unito, il relitto affondò in una tempesta il 30 dicembre 1946 mentre era ancorato a una boa fuori Scapa Flow |
| F3   | Germaniawerft                   | 1934         | 1º giugno 1935  | 7 marzo 1936        | radiata dal servizio nel 1938 e rimessa in linea nel marzo 1940 come nave appoggio con il nome di Hai; affondata a Kiel il 3 maggio 1945 in un attacco aereo britannico |
| F4   | Germaniawerft                   | 1934         | 2 luglio 1935   | 5 aprile 1936       | radiata dal servizio nell'aprile 1939 per essere ricostruita come nave appoggio, ma i lavori furono fermati nell'agosto 1940 senza essere completati; lo scafo fu impiegato come unità sperimentale fino al 1944 quando fu riattivato come unità di scorta; catturata alla fine della guerra e trasferita al Regno Unito, fu radiata e demolita nel gennaio 1949 |
| F5   | Germaniawerft                   | 1934         | 15 agosto 1935  | 1º maggio 1936      | radiata dal servizio nell'aprile 1939 e ricostruita come nave scuola e nave deposito per siluri; affondata il 29 gennaio 1945 al largo di Swinemünde per i gravi danni patiti nell'urto con una mina |
| F6   | Germaniawerft                   | 1934         | 1º ottobre 1935 | 25 maggio 1936      | radiata dal servizio nell'ottobre 1938 e ricostruita come nave appoggio con il nome di Königin Louise; affondata il 30 marzo 1945 nel porto di Wilhelmshaven durante un bombardamento aereo statunitense |
| F7   | Blohm & Voss                    | 1935         | 25 maggio 1935  | 15 febbraio 1937    | catturata alla fine della guerra e trasferita all'Unione Sovietica; in servizio come unità di scorta con il nome di Buran, trasformata in nave deposito nel maggio 1951 e quindi radiata e avviata alla demolizione tra il 1957 e il 1958 |
| F8   | Blohm & Voss                    | 1935         | 27 luglio 1935  | 8 aprile 1937       | catturata alla fine della guerra e trasferita agli Stati Uniti d'America; radiata e demolita nel 1950 |
| F9   | Kriegsmarinewerft Wilhelmshaven | 1934         | 11 maggio 1936  | 21 agosto 1937      | silurata e affondata il 14 dicembre 1939 al largo di Helgoland dal sommergibile britannico HMS Ursula |
| F10  | Kriegsmarinewerft Wilhelmshaven | 1934         | 11 maggio 1936  | 12 agosto 1938      | catturata alla fine della guerra e trasferita agli Stati Uniti d'America; radiata e demolita nel 1950 |